# 茨城県道140号西小塙石岡線
茨城県道140号西小塙石岡線（いばらきけんどう140ごう にしこばなわいしおかせん）は、茨城県桜川市西小塙から石岡市に至る一般県道である。

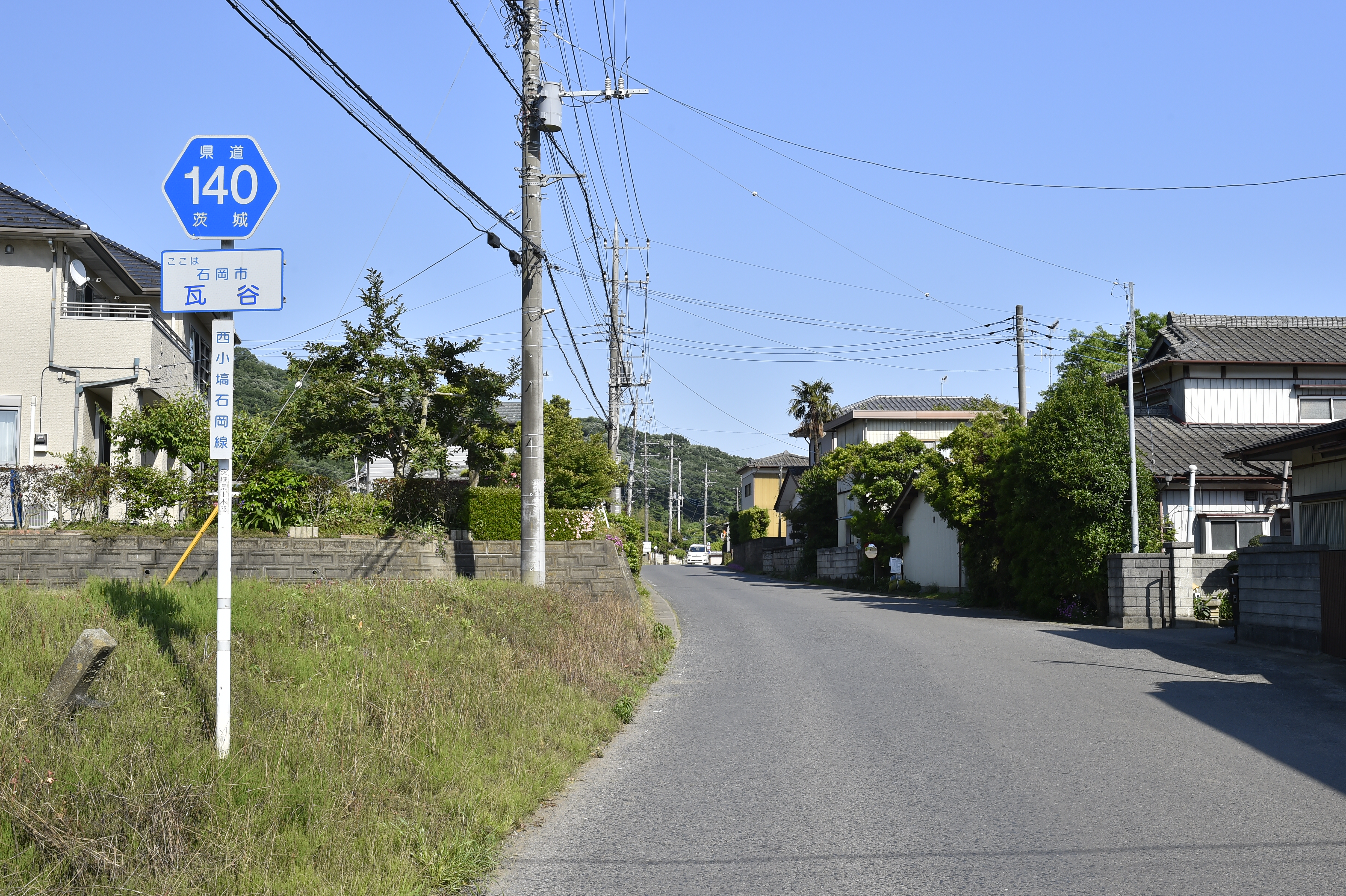
茨城県道140号西小塙石岡線
石岡市瓦屋（2022年5月）

## 路線概要
- 起点：茨城県桜川市友部201番（一般国道50号分岐）[1][2]
- 終点：茨城県石岡市根当10999番5地先（国道355号石岡岩間バイパス交点）[3]
- 総延長：22.584 km[4]
- 重用延長：7.055 km[4]
- 未供用延長：なし[4]
- 実延長：15.529 km[4]
- 自動車交通不能区間延長[注釈 1]：なし[4]

## 歴史

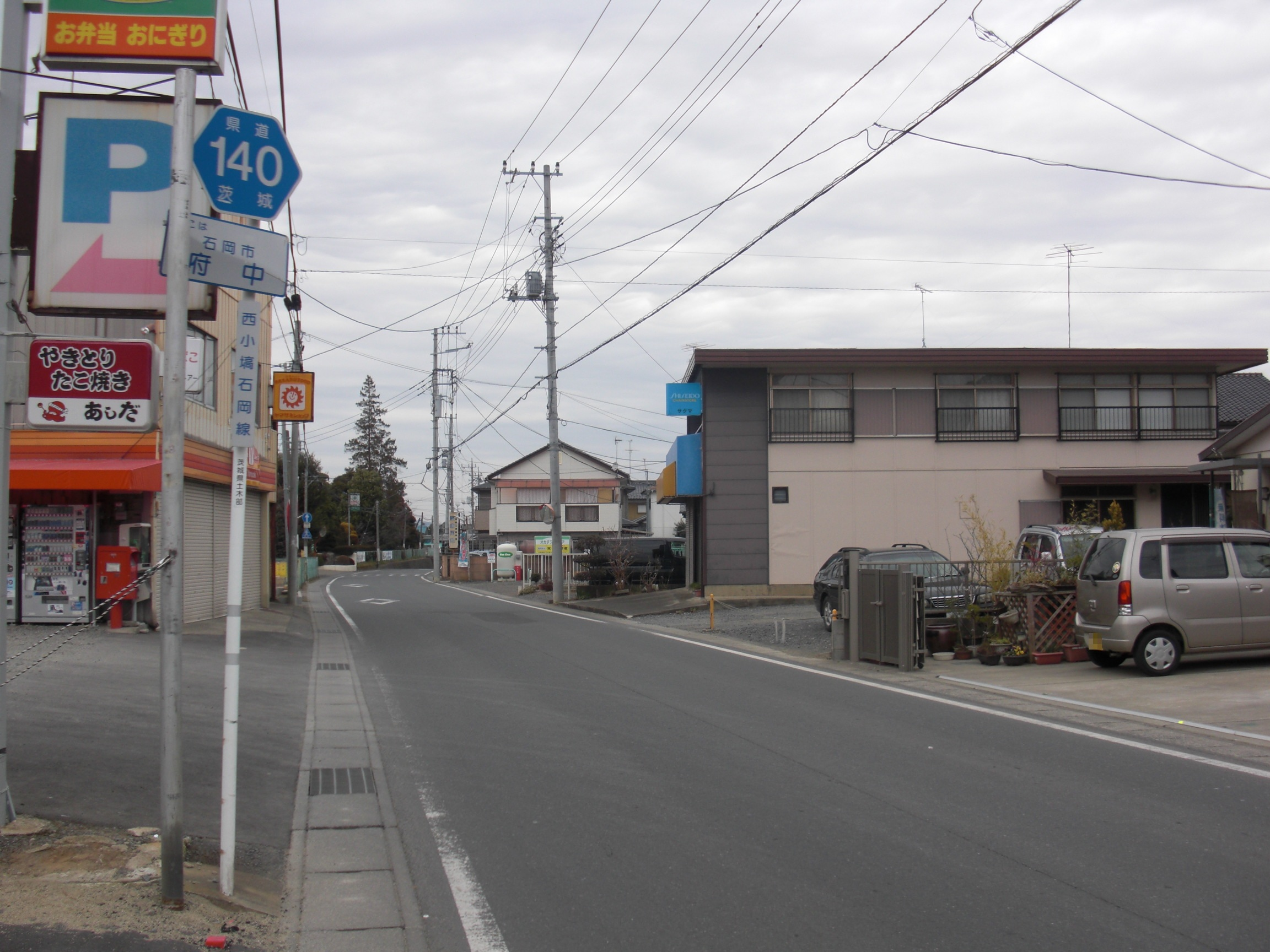
2017年7月まで路線区域に指定されていた石岡市府中の道路状況（2012年2月）

1959年（昭和34年）10月14日、新たな県道として西茨城郡岩瀬町大字西小塙を起点とし、新治郡八郷町を経由して石岡市を終点とする区間を本路線とする県道西小塙石岡線として茨城県が県道路線認定した。1995年（平成7年）、路線番号が現在の140となり現在に至る。国道355号の石岡岩間バイパスの開通するまで石岡市府中の国道355号旧道を路線の終点としてきたが、2017年（平成29年）に延長を約4 km短縮して石岡市根当の国道355号石岡岩間バイパス交点を終点とする変更が行われた。

### 年表
- 1959年（昭和34年）10月14日
  - 現在の路線が県道西小塙石岡線として路線認定される[5]。
  - 道路の区域は、西茨城郡岩瀬町大字西小塙の二級国道前橋水戸線[注釈 2]分岐から石岡市大字石岡の主要地方道石岡笠間線[注釈 3]交点までと決定された[6]。
- 1973年（昭和48年）12月24日：西茨城郡岩瀬町大字友部字宮前 - 大字松田の新道（750 m）の一部を供用開始[2]。
- 1975年（昭和50年）7月31日：新治郡八郷町大字大増地内の狭隘な現道（最小幅員2.7 m、延長1.26 km。県道八郷稲田線と重複）を改良するバイパス道路（1.08 km）を供用開始[7]。
- 1981年（昭和56年）3月31日：旧石岡笠間線の道路区域変更に伴い、石岡市府中4丁目（国分町丁字路） - 同市府中3丁目（国分町府中3丁目交差点）の延長386 m区間を編入[1]。
- 1995年（平成7年）3月30日：整理番号166から現在の番号（整理番号140）に変更される[8]。
- 2013年（平成25年）1月31日：石岡市根当地内の国道355号石岡岩間バイパス重複区間の旧道（468 m）が指定解除され、石岡市道へ降格[9]。
- 2017年（平成29年）7月27日：石岡市根当（国道355号交点・石岡北小付近） - 同市府中四丁目（国道355号・国分町丁字路）の旧道（約3.934 km）が県道指定を解除され、石岡市道に降格[3]。終点が石岡市府中から同市根当に移る。

## 路線状況

### 重複区間
- 茨城県道64号土浦笠間線（桜川市今泉 - 石岡市大増金ヶ沢）
- 茨城県道42号笠間つくば線（石岡市小見 - 同市瓦谷）

### 道路施設
- 弁天橋（筑輪川、桜川市友部）
- 曽根橋（筑輪川、桜川市曽根）

## 地理

### 通過する自治体
- 茨城県
  - 桜川市 - 石岡市

### 交差する道路
- 茨城県道308号羽黒停車場線（桜川市友部）
- 茨城県道278号竹ノ内羽鳥停車場線（石岡市宮ケ崎）
- 茨城県道7号石岡筑西線（石岡市柏原/正上内/北府中3丁目）

### 沿線
- 岩瀬日本大学高等学校（桜川市友部）
- 桜川市立猿田小学校（桜川市猿田）
- 石岡市立恋瀬小学校（石岡市小見）
- 石岡市立園部小学校（石岡市宮ケ崎）
- 法政大学石岡総合体育施設（石岡市半ノ木）
- 石岡市立北小学校（石岡市根当）